# پاولوفکا (شهرستان نوریمانوفسکی، باشقیرستان)
پاولوفکا (انگلیسی: Pavlovka, Nurimanovsky District, Republic of Bashkortostan) یک شهرک در شهرستان نوریمانوفسکی استان باشقیرستان کشور روسیه است.